# Hans-Joachim Kowalsky
Hans-Joachim Kowalsky (* 16. Juli 1921 in Königsberg; † 7. September 2010 in Braunschweig) war ein deutscher Mathematiker.

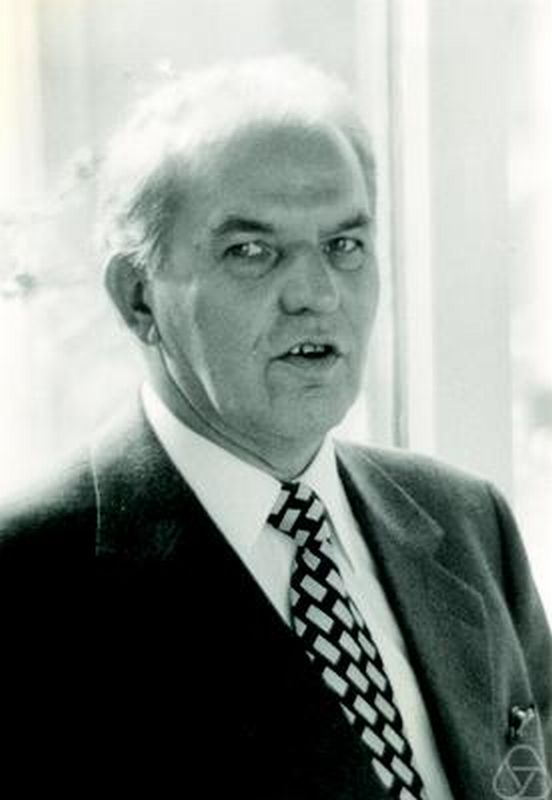
Hans-Joachim Kowalsky 1977

## Leben
Kowalsky wurde 1949 an der Universität Münster bei Friedrich Karl Schmidt promoviert (Höhere Differenzen-Quotienten in topologischen Vektorräumen). Er war 1958 bis 1963 Privatdozent und (ab 1959) außerplanmäßiger Professor an der Universität Erlangen-Nürnberg und danach ab 1963 ordentlicher Professor an der TU Braunschweig, wo er Direktor des Instituts C für Mathematik war. Er wohnte in Wolfenbüttel. Seit 1969 war er Mitglied der Braunschweigischen Wissenschaftlichen Gesellschaft.
Er befasste sich u. a. mit Topologischen Vektorräumen und schrieb ein in Deutschland verbreitetes Lehrbuch der Linearen Algebra.

## Schriften
- Höhere Differenzenquotienten in topologischen Vektorräumen. Dissertation, Münster, 15. Dezember 1949
- Beiträge zur topologischen Algebra. In: Mathematische Nachrichten. Band 11, Heft 3, 1954, S. 143–185, zugleich: Habilitationsschrift, Erlangen, 14. August 1953
- Topologische Räume. Birkhäuser, Basel und Stuttgart 1961
- Lineare Algebra. Walter de Gruyter, Berlin 1963; 12. Auflage, Walter de Gruyter, Berlin und New York 2003, ISBN 3-11-017963-6 (bearbeitete Neuauflage von Gerhard O. Michler)
- Einführung in die Lineare Algebra. Walter de Gruyter, Berlin und New York 1971, ISBN 3-11-003724-6; 3. Auflage, 1977, ISBN 3-11-007050-2
- Vektoranalysis. 2 Bände, Walter de Gruyter, Berlin und New York 1974, 1976, ISBN 3-11-004643-1, ISBN 3-11-004642-3